# Midir
Midir (Midhir, Mider) je keltský bůh z oblasti Irska. Pochází z rodu Tuatha Dé Danann. Je to pyšný syn otce bohů Dagdy, nádherně oděný mladý muž. Je vládcem zásvětí (sídhu Brí Leith) na ostrově Falga (dnešní Man). Dokáže měnit podobu. Slouží mu jeřábi přinášející neštěstí a beroucí bojovníkům odvahu. Vlastnil tři kouzelné krávy a magický kotel, o které však přišel.
Midirovou první ženou byla Fuamnach, dcera Beothachova. Později se však miloval s Étain z Ulsteru. Fuamnach se s tím nesmířila a s pomocí druida proměnila Étain nejdříve v jezírko, potom v červa a nakonec v mouchu, kterou odvál vítr, a tak se Midirovi ztratila. Étain v podobě mouchy spadla do sklenice vína a spolkla ji manželka ulsterského válečníka Etara. Étain se poté znovu zrodila jako smrtelná dívka a stala se manželkou velkého krále Irska, Eochaidha. Midir ji vypátral a polibkem obnovil její vzpomínky na předchozí život. Étain nějaký čas znovu žila s Midirem, ale nakonec se vrátila do Tary k Eochaidhovi.
Midir rozpoutal spor v rodu Tuatha Dé Danann, když odmítl uznat nového vůdce. Tím tuto generaci bohů nebezpečně oslabil. Nově příchozí Miliesané poté bohy porazili.